# Michael Konsel
Michael Konsel (født 6. marts 1962 i Wien, Østrig) er en tidligere østrigsk fodboldspiller, der spillede som målmand. Han var igennem sin karriere tilknyttet First Vienna og Rapid Wien i hjemlandet samt AS Roma og Venezia i Italien. Med Rapid Wien vandt han tre østrigske mesterskaber og tre pokaltitler.
Konsel blev i 1996 kåret til Årets fodboldspiller i Østrig.

## Landshold
Konsel spillede mellem 1985 og 1998 43 kampe for Østrigs landshold. Han repræsenterede sit land ved VM i 1990 og VM i 1998.

## Titler
Østrigs Bundesliga
- 1987, 1988 og 1996 med Rapid Wien

Østrigs Pokalturnering
- 1985, 1987 og 1995 med Rapid Wien